# 교토 세이카 대학
교토 세이카 대학(일본어: 京都精華大学, きょうとせいかだいがく, 영어: Kyoto Seika University)은 교토부 교토시 사쿄구에 본부가 있는 일본의 사립 대학이다. 1968년에 설립되었다. 